# Mercês (Minas Gerais)
Mercês é um município brasileiro do estado de Minas Gerais. Sua população recenseada em 2022 pelo Instituto Brasileiro de Geografia e Estatística era de 10 373 habitantes.

## História
A região foi, primeiramente, habitada pelos povos indígenas goitacazes. Com os movimentos sertanistas paulistas, diversos povoados foram fundados, em volta dos rios e riachos, entre eles Mercês.
Capelinha das Mercês era como se designava o local, a princípio. Era uma pequena capela coberta com folhas de palmito. Aí se formou a povoação designada, às vezes, por Mercês do Pomba, com gente oriunda principalmente de Barbacena. O padre Jacó Henrique Pereira Brandão foi o primeiro capelão e quem instituiu o patrimônio, conforme escritura de 10 de outubro de 1791.
Em 1811 a capela foi ampliada e melhorada, por iniciativa do alferes José Gonçalves Jorge, José da Costa Batista, Narciso José Cristo e outros moradores. Um novo cemitério foi construído, então, mais próximo à nova igreja. Como a estrada que ligava Vila Rica ao Rio de Janeiro passava pelo povoado de Mercês do Pomba, novas construções foram surgindo ao longo da estrada, o que explica a extensão e mau alinhamento da rua principal.
Em 7 de abril 1841 foi criada a freguesia como Nossa Senhora das Mercês. Em 1882 foi construída a Matriz, por iniciativa do vigário, padre Luís Carlos da Rocha. Em 30 de agosto de 1911 foi criado o município de Mercês do Pomba, desmembrado do de Rio Pomba. Em 7 de setembro de 1923 o município passou a ser denominado "Mercês".

## Geografia

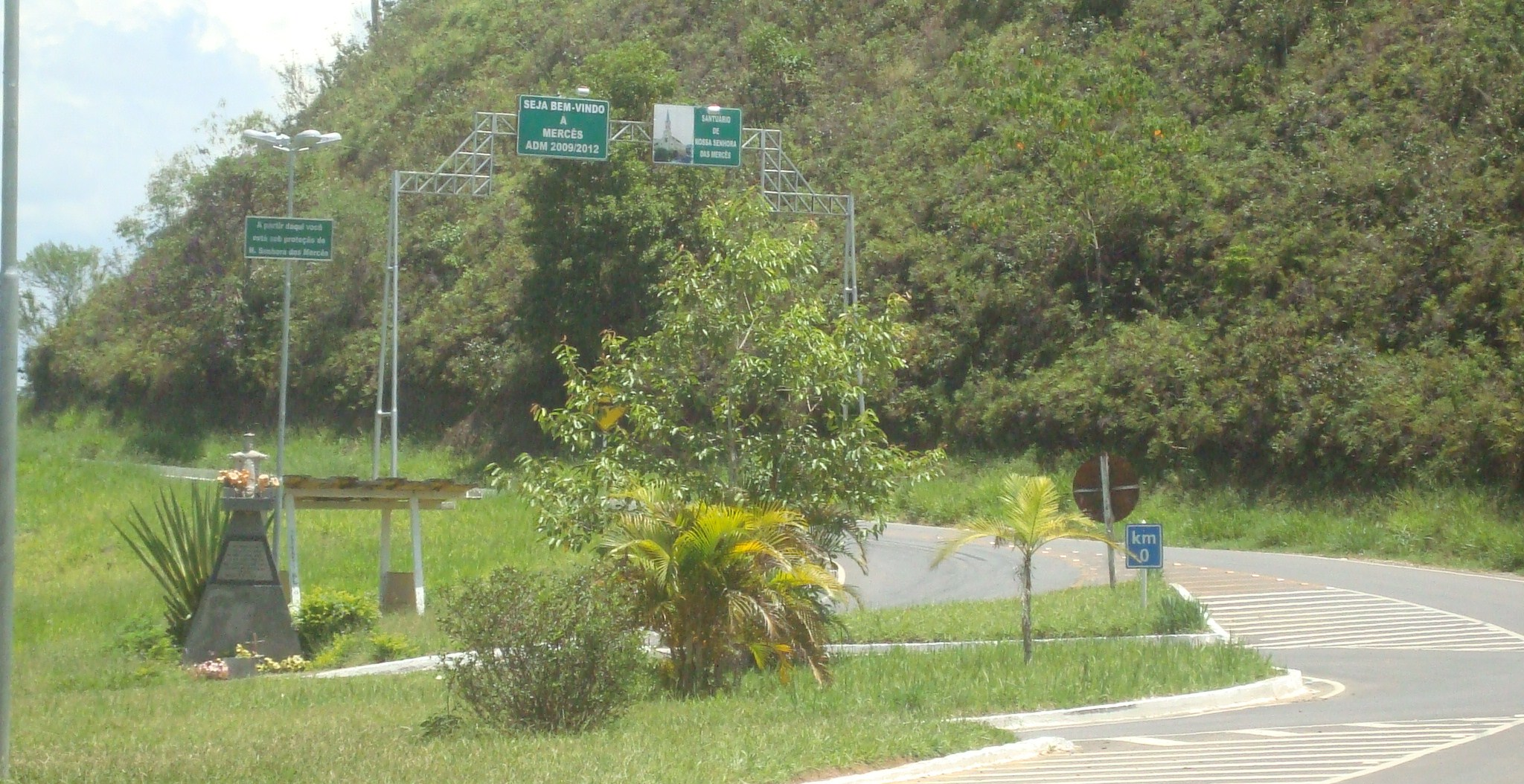
Trecho inicial da rodovia AMG-0510, que liga a rodovia MGC-265 à sede do município de Mercês.

Localiza-se na Mesorregião da Zona da Mata, a uma latitude 21º11'39" sul e a uma longitude 43º20'29" oeste. O distrito-sede se distância por rodovia a 228 km da capital Belo Horizonte.[carece de fontes?] O munícipio possui uma área de 348,271 km².
Até os anos 60, Mercês era a ponta terminal de uma importante ferrovia local, o Ramal de Mercês (também conhecido como Ramal do Piranga) da Estrada de Ferro Central do Brasil, que escoava a produção cafeeira, canavieira e agrícola e a pecuária da região, além de transportar passageiros do município à cidade próxima de Santos Dumont, onde se entroncava com a linha principal da ferrovia que seguia para o Rio de Janeiro. O ramal foi desativado e extinto em 1969.
O antigo leito ferroviário deu origem a uma estrada vicinal, que corta várias fazendas e áreas rurais da região e onde ainda restam alguns resquícios da antiga ferrovia como restos de dormentes dos trilhos e a Antiga Estação Ferroviária de Mercês (atual agência dos Correios).

### Rodovias
- MGC-265
- MG-448
- AMG-0510

### Relevo, clima, hidrografia
A altitude da sede é de 520 m. O clima é do tipo tropical de altitude com chuvas durante o verão e temperatura média anual em torno de 18 °C, com variações entre 24 °C (média das máximas) e 13,8 °C (média das mínimas). (ALMG)
O território do município, banhado pelo rio Pomba e seu afluente rio Paciência, localiza-se no trecho da Serra da Mantiqueira que é o divisor de duas importantes bacias hidrográficas: a bacia do rio Paraíba do Sul e a bacia do rio Doce.

## Festas populares
A principal comemoração é o Jubileu de Nossa Senhora das Mercês, padroeira da cidade, ocorrendo de 16 a 24 de setembro.
Há também a Exposição agropecuária, seguida de um Torneio Leiteiro, com data móvel, geralmente ocorrendo na primeira semana de julho. Na programação do evento ocorrem shows e diversas ações culturais.